# Shiv Chawrasia
Shiv Shankar Prasad Chawrasia (nascido em 15 de maio de 1978), também conhecido como "Chipputtsia" e "Chow", é um golfista profissional indiano. Após se tornar profissional em 1997, ganhou oito títulos na Indian Tour e por duas vezes terminou em segundo lugar no Aberto da Índia.
Irá representar a Índia no individual masculino do golfe nos Jogos Olímpicos de Verão de 2016, no Rio de Janeiro, Brasil.